# Якимов, Димитр
Димитр Якимов (болг. Димитър Якимов; род. 12 августа 1941, Šlegovo, Кратово) — болгарский футболист, играл на позиции нападающего. Заслуженный мастер спорта Болгарии (1965).
Выступал, большую часть карьеры, за клуб ЦСКА (София), а также национальную сборную Болгарии, в составе которой был участником трёх чемпионатов мира (1962, 1966 и 1970 годов). Участник Олимпийских игр 1960 года.

## Клубная карьера
Во взрослом футболе дебютировал в 1958 году выступлениями за команду клуба «Септевмри».
Забив за «Септември» 10 голов в 21 игре, юный нападающий получил приглашение присоединиться к составу софийского ЦСКА, цвета которого и защищал на протяжении следующих четырнадцати лет, после чего завершил карьеру. В то время «армейцы» были одним из лидеров болгарского футбола, выступая в их составе Якимов семь раз становился чемпионом Болгарии (в 1960, 1961, 1962, 1966, 1969, 1971, 1972 и 1973 годах).
В составе софийского ЦСКА был одним из главных бомбардиров команды, имея среднюю результативность на уровне 0,49 гола за игру национального первенства. В сезоне 1971 года, забив 26 мячей в чемпионате, стал лучшим бомбардиром болгарского футбольного первенства.

## Выступления за сборную
В 1962 году дебютировал в официальных матчах в составе национальной сборной Болгарии. В течение карьеры в национальной команде, которая длилась 12 лет, провёл в форме главной команды страны 67 матчей, забив 9 голов.
В составе сборной был участником чемпионата мира 1962 года в Чили (1 игра группового этапа), чемпионата мира 1966 года в Англии (2 матча группового этапа), чемпионата мира 1970 года в Мексике (2 матча на групповом этапе). Ни одного гола в финальных частях чемпионатов мира, однако, нападающему забить не удалось.

## Титулы и достижения
- Чемпион Болгарии (7):

ЦСКА (София): 1960, 1961, 1962, 1966, 1969, 1971, 1972, 1973
- Обладатель Кубка Болгарии (5):

Септевмри: 1959/1960
ЦСКА (София): 1960/1961, 1964/1965, 1968/1969, 1971/1972
- Лучший бомбардир чемпионата Болгарии (1): 1971 (26 голов)

## Ссылка
- Профиль на сайте FIFA.com (англ.)
- Профиль на сайте National Football Teams (англ.)